# Kurt von Geitner

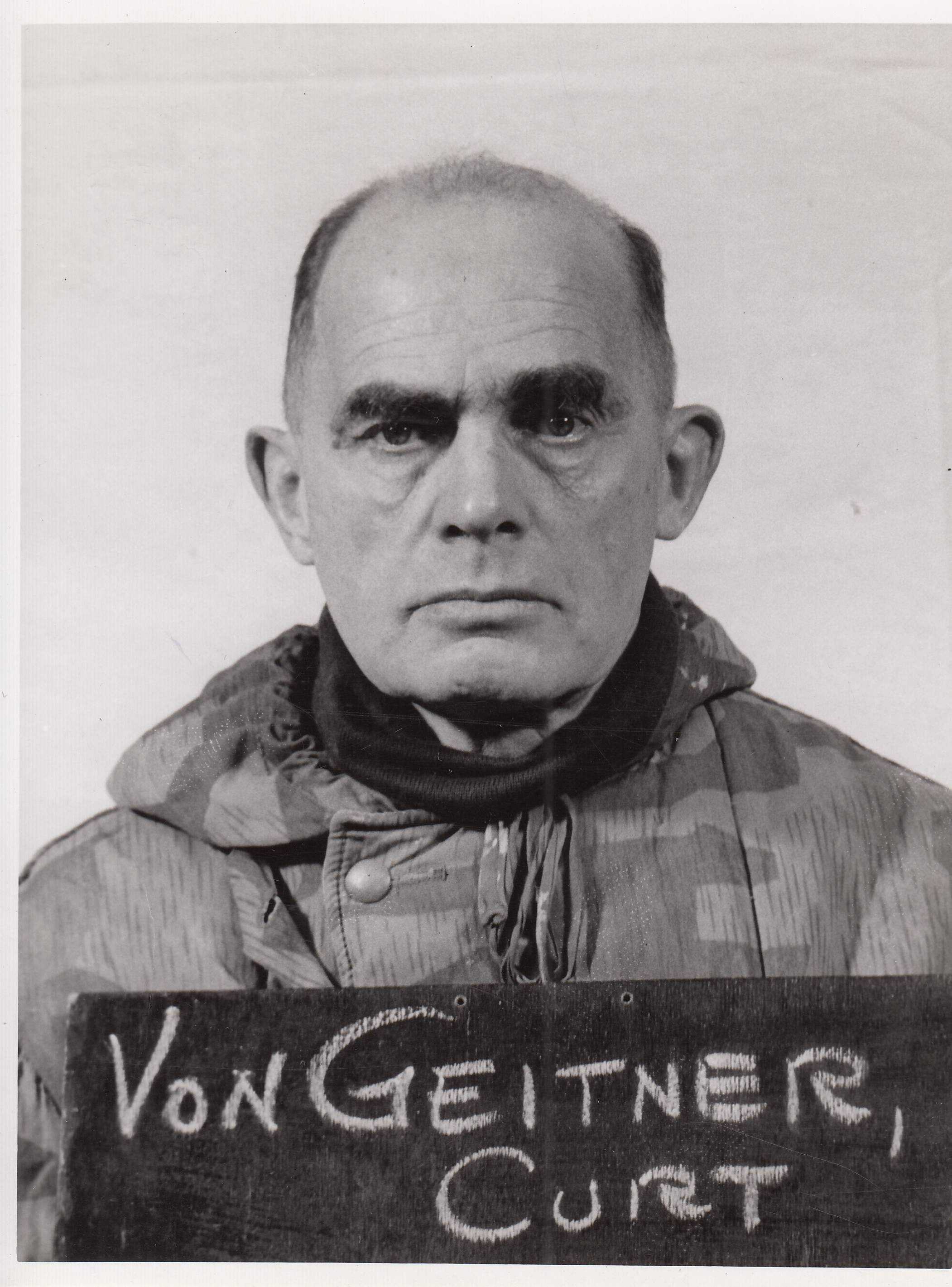
Kurt von Geitner 1947 bis 1949 als Gefangener

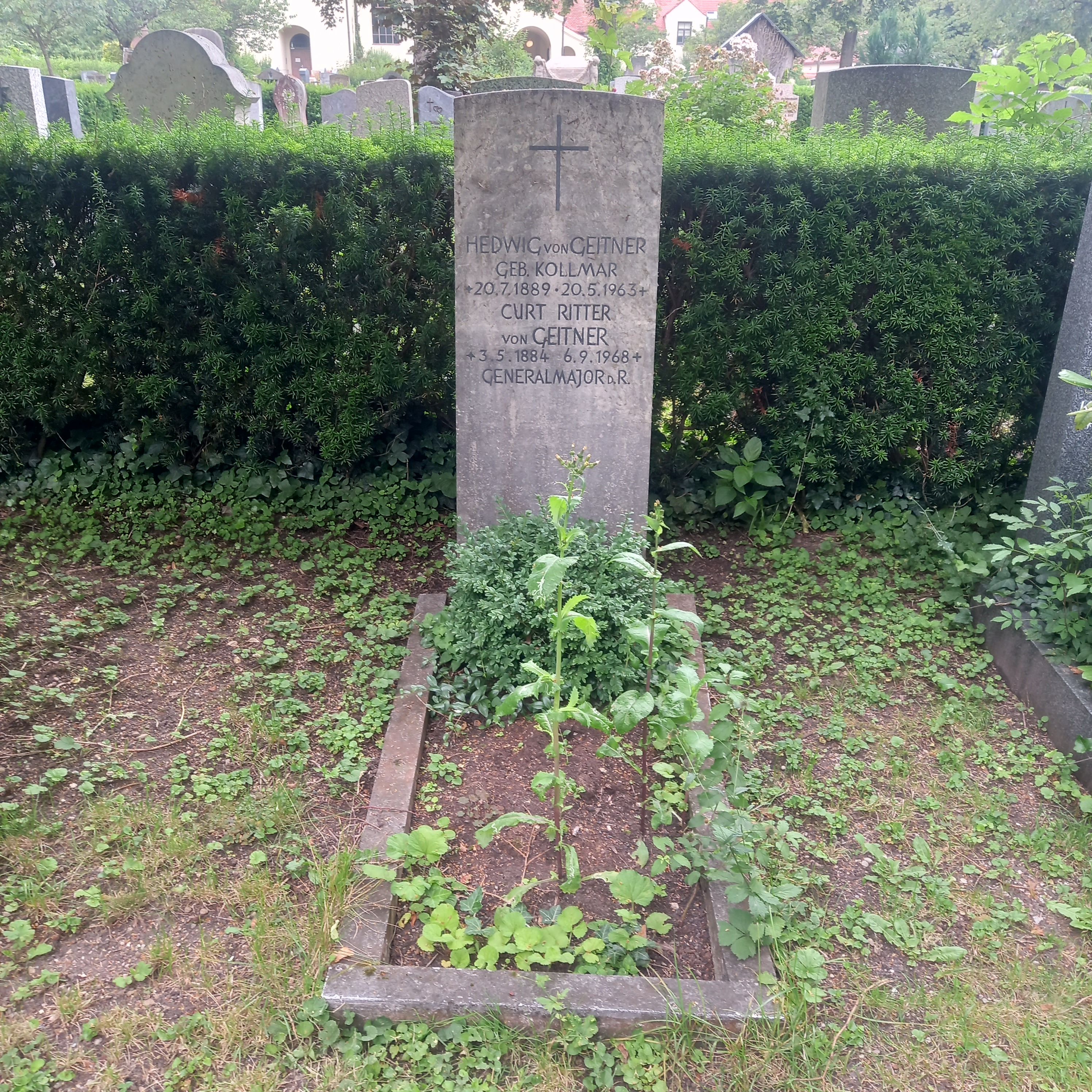
Das Grab von Kurt von Geitner und seiner Ehefrau Hedwig geborene Kollmar auf dem Friedhof Pasing in München

Kurt Geitner, ab 1916 Ritter von Geitner (* 3. Mai 1884 in Troppacher Hof, Contwig; † 6. September 1968 in München) war ein deutscher Generalmajor im Zweiten Weltkrieg.

## Leben
Geitner war der Sohn eines Gutspächters. Er heiratete 1909 Hedwig Kollmar, mit der er vier Kinder hatte; eines davon starb bereits im Kindesalter.
Geitner trat am 19. Juli 1902 als Fahnenjunker in das 5. Feldartillerie-Regiment der Bayerischen Armee in Landau in der Pfalz ein. Nach seiner Ernennung am 29. Januar 1903 zum Fähnrich folgte vom 1. März 1903 bis 3. Februar 1904 eine Kommandierung zur Kriegsschule München. Nach erfolgreicher Absolvierung wurde er am 9. März 1904 zum Leutnant befördert. Die kommenden zweieinhalb Jahre verbrachte Geitner wieder im Truppendienst bei seinem Regiment, um vom 1. Oktober 1906 bis 31. Juli 1907 an die Artillerie- und Ingenieur-Schule kommandiert zu werden. Ab 1. Oktober 1909 war Geitner zunächst für ein Jahr Abteilungs- und darauf für zwei Jahre Regimentsadjutant. Als Oberleutnant (seit 7. März 1913) kommandierte man ihn zur weiteren Ausbildung an die Kriegsakademie. Seine Studien musste er jedoch mit Beginn des Ersten Weltkriegs und der damit verbundene Schließung der Kriegsakademie abbrechen.
Mit Ausbruch des Ersten Weltkrieges wurde Geitner Zugführer in seinem Stammregiment, das an der Westfront eingesetzt wurde. Ab 16. Mai 1915 war er Batterieführer. Er wurde in dieser Funktion am 9. August 1915 Hauptmann und erhielt am 27. September 1916 durch König Ludwig III. das Ritterkreuz des Militär-Max-Joseph-Ordens. Aufgrund der damit verbundenen Erhebung in den persönlichen Adel durfte er sich nach Eintragung in die Adelsmatrikel „Ritter von Geitner“ nennen. Es folgte am 13. September 1916 seine Versetzung in den Generalstab des XV. Reserve-Korps. Hier verblieb Geitner für ein Jahr, kam dann in den Generalstab der Südarmee und war vom 14. Februar 1918 bis nach Kriegsende im Generalstab der 19. Armee. Nach seiner Rückführung nach Deutschland und der Demobilisierung wurde Geitner am 16. Juni 1919 aus der Armee verabschiedet.
Er studierte Chemie an der Technischen Hochschule München und betätigte sich die darauffolgenden Jahre als Kaufmann in Schneeberg/Sachsen. Ab 1. Oktober 1935 trat er der Reserve des Heeres der Wehrmacht bei und war ab diesem Zeitpunkt als Major der Reserve im Infanterieregiment 31 in Plauen tätig.
Nach dem Beginn des Zweiten Weltkriegs wurde Geitner in diesem Verhältnis eingezogen und kommandierte ab 8. September 1939 das Infanterie-Ersatz-Regiment 209. Als Erster Generalstabsoffizier kam er am 16. Februar 1940 in den Generalstab des stellvertretenden Generalkommandos des IV. Armeekorps in Dresden und kurze Zeit darauf am 11. April 1940 in gleicher Funktion zum stellvertretenden Generalkommando des VIII. Armeekorps nach Breslau. Nach seiner Ernennung am 25. Oktober 1940 zum Chef des Generalstabes des Höheren Kommandos z. b. V. XXXXV wurde er am 1. November 1940 zum Oberstleutnant der Reserve befördert. Geitner wurde am 18. Juni 1941 Chef des Generalstabs des Verfügungsstabes Frankfurt (Oder) und zwei Monate später Chef des Generalstabs der Generalstabsgruppe z. b. V. bei der Heeresgruppe Mitte. Vom 16. Februar bis 4. Juli 1942 versetzte man ihn in die Führerreserve und beförderte ihn zwischenzeitlich am 1. Juni 1942 zum Oberst der Reserve. Als solcher war er anschließend Chef des Generalstabs des Kommandierenden Generals und Befehlshabers Serbien. Nach der Umgruppierung der Dienststelle in Militärbefehlshaber Südost am 26. August 1943 verblieb er auch weiterhin auf seinem Posten. Er wurde am 1. April 1944 zum Generalmajor der Reserve befördert und am 1. November 1944 ein weiteres Mal in die Führerreserve versetzt. Darauf wurde Geitner am 29. Januar 1945 in den Wehrmachtführungsstab zur Verfügung des Leiters der Führungsgruppe Transportordnung kommandiert. Am 12. April 1945 kommandierte man ihn zum Vorauskommando zur Errichtung des späteren OKW-Führungsstabes B im Süden. Hier war er ab 16. April 1945 als Beauftragter des OKW tätig.
Mit der bedingungslosen Kapitulation geriet Geitner in US-amerikanische Kriegsgefangenschaft. Er musste sich ab Mitte Mai 1947 vor dem Internationalen Militärtribunal im Prozess Generäle in Südosteuropa verantworten. Sein Verteidiger war Fritz Sauter. Der Prozess endete für Geitner mit einem Freispruch und er wurde am 19. Februar 1948 entlassen.